# ФК Апоел (Раанана)
Апоел Раанана Асосиейшън Футбол Клъб (на иврит: עמותת הפועל רעננה מחלקת כדורגל, Amutat Hapoel Ra'anana Mahleket Kaduregel) е израелски футболен клуб от град Раанана. Клубът понастоящем се състезава в израелската висша лига и играе своите мачове на стадион „Рамат Ган“ в едноименното градче, с капацитет 13 370 зрители. Основан е през 1938 година .

## Успехи
- Лига Леумит (Втора лига)
  -  Второ място (8): 2012/13

- Лига Гимел (Шарон)
  -  Шампион (1): 1996 – 97

- Лига Бет (Юг А)
  -  Шампион (1): 1997 – 98

- Лига Алеф (Север)
  -  Шампион (1): 1998 – 99

- Лига Арцит
  -  Шампион (13): 2000 – 01

- Купа на Израел
  - 1/2 финалист (1): 2017/18